# Колошенко, Василий Петрович
Василий Петрович Колошенко (укр. Василь Петрович Колошенко 24 мая 1922, Стрельники, Прилукский район — 17 февраля 2015, Genolier) — советский лётчик Полярной авиации, лётчик-испытатель вертолётов, Герой Советского Союза (1971), заслуженный лётчик-испытатель СССР, мастер спорта СССР международного класса.

## Биография

### Ранние годы
Родился в украинской крестьянской семье. Окончил семь классов Старобельской городской школы № 3, поступил на отделение моторостроения Запорожского авиационного техникума имени К. Е. Ворошилова, одновременно учился летать в Запорожском аэроклубе.

### Военные годы
С сентября 1941 года — в Красной Армии, был направлен в Батайскую школу лётчиков-истребителей, где обучался до ноября 1942 года. Потом школа была эвакуирована и Колошенко переведён в 21-ю военную авиационную школу (город Цнори, Грузия), а с августа 1943 года он обучался уже в Тамбовской военной авиационной школе лётчиков, которую окончил в 1944 году и до 1946 года служил в этой школе лётчиком-инструктором. В 1946 году уволен в запас в звании лейтенанта.

### Работа в Полярной авиации
В первые послевоенные Колошенко работал лётчиком-инструктором в Кузнецком Учебном авиационном центре ДОСААФ. В первой половине 1950-х годов перешёл на работу пилотом Полярной авиации.
В 1954—1960 годах выполнял разные виды полётов в Арктике и Антарктике:
- в навигацию 1955 года на вертолёте Ми-1 вёл ледовую разведку с ледокола «Ермак»,
- в апреле-октябре 1956 года на вертолёте Ми-4 участвовал в работе дрейфующей полярной станции «Северный полюс-5»[2],
- с декабря 1956 по сентябрь 1957 годов на вертолёте Ми-4 работал в составе 2-й советской антарктической экспедиции[2], был на Южном полюсе.

### Работа в авиационной промышленности
В 1960—1980 годах — на испытательной работе в опытно-конструкторском бюро М. Л. Миля. Участвовал в испытаниях и рекордных полётах большинства вертолётов Миля от Ми-6 до В-12. В частности:
- на вертолёте Ми-6 в одном полёте установил четыре мировых рекорда: скорости 284,354 км/ч по замкнутому 100-километровому маршруту с грузом 1000, 2000 и 5000 кг и скорости 294 км/ч по маршруту 500 км (1962);
- поднял вертолёт Ми-10 на высоту 7151 метров с грузом 2000 и 5000 кг и установил два мировых рекорда (1965);
- на вертолёте Ми-6ПЖ тушил лесные пожары во Франции (1966);
- установил восемь мировых рекордов на вертолёте В-12 (1969), среди них абсолютный рекорд грузоподъёмности для вертолётов — груз в 40,2 тонны был поднят на высоту 2250 метров; в 1971 году на этом вертолёте экипаж Колошенко совершил дальний перелёт из Москвы в Париж на авиационный салон;
- выполнял монтажные работы по установке опор канатной дороги в Швейцарских Альпах и деревянного купола астрофизической лаборатории в Берне.

Всего установил на вертолётах 15 мировых рекордов (один из которых — вторым пилотом) в части грузоподъёмности, скорости и дальности полёта.
В 1970-х годах готовил кругосветный перелёт на вертолёте, однако проект не был реализован.

### На пенсии
Написал две книги. Поддерживал дружеские отношения с кинорежиссером и сценаристом Татьяной Михайловной Лиозновой. Его дочь Людмила Лисина стала приёмной (названой) дочерью Лиозновой.

### Смерть
С 2011 года Колошенко жил с дочерью Тамарой и сыном Петром в Швейцарии. Василий Петрович Колошенко умер 17 февраля 2015 года в общине Genolier, кантон Во и похоронен на местном кладбище.

## Награды и звания
- Медаль «Золотая Звезда» Героя Советского Союза (№ 11404, 1971 год);
- орден Ленина (26.04.1971);
- орден Красной Звезды (21.08.1964);
- Заслуженный лётчик-испытатель СССР (1972);
- Мастер спорта СССР международного класса (1971);
- Почётный полярник;
- Почётный работник Морского флота СССР;
- Почётный пожарный Парижа (1966) — за тушение лесных пожаров во Франции.

## Память
- В сентябре 2015 года в Запорожье (Украина) на здании Запорожского авиационного техникума по улице Иванова, 97Б, где на отделении моторостроения учился Колошенко, была установлена памятная доска.
- В мае 2017 года в Тамбове на доме 2А по улице Максима Горького, где в 1940-е годы жил Колошенко, была установлена мемориальная доска.

## В культуре
- Василий Петрович Колошенко стал прототипом главного героя художественного фильма 1974 года «Если хочешь быть счастливым», роль исполнил Николай Губенко, фильм основан на реальных событиях — испытания вертолёта Ми-4 и спасательной операции в Индии в 1960 году[6].